# 하기룡
하기룡(河基龍, 1955년 5월 8일 ~ 2021년 2월 10일)은 전 KBO 리그 MBC 청룡의 선수이다. 배재고등학교를 졸업하고 실업 야구인 상업은행(현 우리은행) 야구단에 입단한다. 1982년 한국 프로 야구의 출범에 따라 MBC 청룡의 원년 선수로 참가하여 프로 야구 선수 생활을 시작했다. 1989년 MBC에서 은퇴한 이후, 초창기의 LG 트윈스 코치, 삼성 라이온즈, 현대 유니콘스, 두산 베어스의 코치를 지냈다. 타카피의 3집 앨범에 실린 노래 〈MBC 청룡〉에 김재박, 이종도, 유승안과 함께 이름이 실리기도 했다.

## 선수 생활

### 프로 생활 이전
부산고등학교에서 선발 투수로 활동하다가, 효성고등학교를 거쳐 배재고등학교로 전학하였다. 1973년에는 배재고등학교의 에이스로 활동하며 한국 고교 야구 국가대표팀 엔트리에 뽑히기도 했으나, 같은 해에 "배재고로 전학하는 과정에서 결격 사유가 있었다"는 부정 선수 논란이 일어나는 등 물의에 휩싸여 한동안 잠적을 하기도 했다. 배재고등학교를 졸업한 뒤, 1974년 상업은행 실업 야구단에 들어갔다. 1976년에는 병역을 치르기 위하여 김준환 등과 함께 육군 야구단에 입단하여, 1977년 육군 팀의 우승 멤버가 되었다. 제대 후 상업은행 야구단으로 돌아와, 1980년 백호기에서 상업은행 야구단이 우승할 때 우수 투수로 뽑혔고, 1981년 실업야구에서도 상업은행이 롯데와 공동 우승을 거둘 때 우수 투수로 다시 뽑혔다.
한편, 상업은행에 앞서 한일은행 입단설이 있었으며  상업은행은 70년대 초 경북고 전성기를 연 황규봉을 놓고 고려대 영남대가 경쟁을 펼쳤으나 고려대가 최종 선택했다.

### MBC 청룡
1981년 12월 29일에 치러진 MBC 청룡의 진출 희망 선수 추첨에서 이길환, 유승안, 이종도 등과 함께 뽑혀 1982년 1월 26일 구단 창단과 함께 정식 선수가 되었다. 그 후, 같은 해에 처음으로 열린 올스타전에서는 같은 팀의 유종겸, 투수를 겸임하고 있던 해태의 김성한 등과 함께 서군의 첫 올스타 투수로 뽑혔다. 또한 한국 프로 야구 최초의 3연속 완봉승 기록을 세웠다. 이 때문에 연말 연봉 조정 과정에서 같은 팀의 이종도를 비롯한 다른 네 선수들과 더불어 연봉이 2,000만원을 넘겼다. 1983년에는 8월 16일 삼성 라이온즈와의 경기 때부터 9월 16일 해태의 김준환이 안타를 칠 때까지 41이닝 동안 무실점 기록을 세웠으며, 후기 리그에서 7승 4패를 기록하며 팀을 후기 우승으로 이끌었다. 또한 같은 해에는 30승을 거둔, 삼미의 장명부를 제치고 평균 자책점 1위 기록을 세웠다. 1984년에는 롯데의 최동원, 삼성의 김시진과 경쟁하면서 10승(모두 선발)을 거두며 오영일과 함께 MBC의 에이스로 활약했지만, 결국 27승(선발승이 9개 밖에 없어 최다 선발승은 김시진(15선발승)에게 돌아감)을 거둔 최동원에게 밀려 다승왕 기록은 세우지 못했다. 1985년 오영일과 함께 MBC와 재계약했으나 그 뒤로 신인왕 김건우, 김태원, 정삼흠, 김용수 등의 등장으로 세대 교체가 이루어지며 입지가 줄어들다가, 1989년 트레이드 시장으로 나오고, 1990년에는 자유계약선수로 공시되며 방출당했다가, 같은 해 2월 2일, MBC 청룡을 인수한 럭키금성의 LG 트윈스에서 투수 코치로 계약했다.

## 은퇴 이후
1993년 이종도 등과 함께 LG의 코치직에서 물러난 하기룡은 같은 해 11월 삼성과 다시 코치 자리를 계약했다. 그 후 현대 유니콘스의 투수 코치가 되었으나 1997년 다시 해임당했고, OB-두산 베어스의 투수 코치를 지내다 이후 물러났다. 2001년 7월 16일, KBO가 주도한 "프로야구 출범 20주년 기념 올드스타전"에서 같은 MBC 청룡·LG 트윈스 출신의 김용수, 정삼흠 등과 함께 투수로 뽑혔다. 배명고등학교에서 감독을 지낸 뒤, 현재는 원광대학교 야구단의 투수 코치를 거쳐 감독으로 지내고 있다.
2021년 2월 10일 식도암으로 세상을 떠났다.

## 통산 기록
| 연 도          | 소 속          | 나 이          | 승 리 | 패 전 | 승 률 | 평 자 책 | 출 장 | 선 발 | 완 투 | 완 봉 | 세 이 브 | 홀 드 | 이 닝 | 피 안 타 | 피 홈 런 | 볼 넷 | 고 4 | 탈 삼 진 | 몸 맞 | 보 크 | 폭 투 | 실 점 | 자 책 | 타 자 수 | W H I P |
| -------------- | -------------- | -------------- | ----- | ----- | ----- | -------- | ----- | ----- | ----- | ----- | -------- | ----- | ----- | -------- | -------- | ----- | ---- | -------- | ----- | ----- | ----- | ----- | ----- | -------- | ------- |
| 1982           | MBC            | 27             | 13    | 10    | .565  | 2.30     | 43    | 16    | 7     | 4     | 9        | 0     | 191.2 | 160      | 10       | 53    | 4    | 107      | 13    | 2     | 6     | 68    | 49    | 781      | 1.11    |
| 1983           | MBC            | 28             | 10    | 11    | .476  | 2.33     | 36    | 16    | 6     | 2     | 4        | 0     | 173.2 | 137      | 4        | 48    | 7    | 73       | 8     | 2     | 4     | 57    | 45    | 696      | 1.07    |
| 1984           | MBC            | 29             | 15    | 8     | .652  | 2.82     | 30    | 19    | 11    | 3     | 1        | 0     | 178.2 | 171      | 7        | 59    | 2    | 81       | 13    | 0     | 6     | 70    | 56    | 751      | 1.29    |
| 1985           | MBC            | 30             | 5     | 10    | .333  | 2.92     | 26    | 12    | 4     | 0     | 2        | 0     | 111.0 | 103      | 3        | 53    | 2    | 31       | 4     | 0     | 3     | 46    | 36    | 468      | 1.41    |
| 1986           | MBC            | 31             | 6     | 1     | .857  | 4.11     | 29    | 13    | 0     | 0     | 0        | 0     | 100.2 | 114      | 5        | 31    | 4    | 24       | 5     | 0     | 2     | 50    | 46    | 431      | 1.44    |
| 1987           | MBC            | 32             | 1     | 3     | .250  | 4.11     | 15    | 6     | 0     | 0     | 0        | 0     | 57.0  | 61       | 6        | 17    | 3    | 16       | 6     | 0     | 0     | 26    | 26    | 249      | 1.37    |
| 1989           | MBC            | 34             | 0     | 0     | ----  | 5.79     | 2     | 0     | 0     | 0     | 0        | 0     | 4.2   | 4        | 0        | 5     | 0    | 1        | 0     | 0     | 0     | 5     | 3     | 23       | 1.93    |
| KBO 통산 : 7년 | KBO 통산 : 7년 | KBO 통산 : 7년 | 50    | 43    | .538  | 2.87     | 181   | 82    | 28    | 9     | 16       | 0     | 817.1 | 750      | 35       | 266   | 22   | 333      | 49    | 4     | 21    | 322   | 261   | 3399     | 1.24    |

- 시즌 기록 중 굵은 글씨는 해당 시즌 최고 기록

## 같이 보기
- 정순명
- 이길환
- 김건우
- 오영일